# أدولفو ريفادينيرا
ادولفو ريفادينيرا (بالإنجليزية: Adolfo Rivadeneyra) (10 أبريل 1841في فالبارايسو -5 فبراير 1882 في مدريد) مستشرق ورحالة ودبلوماسي اسباني

## السيرة
ولد أدولفو ريفادينيرا بمدينة فالبارايسو في تشيلي عام 1841. كان أبوه مانويل ريفادينيرا احد اهم الناشرين في القرن التاسع عشر، ومؤلف بيبلوغرافيا الكتًاب الأسبان، وقد انتقل إلى تشيلي للمشاركة في تأسيس جريدة (ميركوريو دي فالبارايسو)، وفيها تعرف على زوجته (نييفيس سانتشيت) لتصبح والدة ابنه البكر ادولفو. وبعد سبع سنوات عادت الأسرة إلى إسبانيا. وقد تلقى أدولفو دراسته في ألمانيا وفرنسا وبلجيكا وإنجلترا، وتعلم خمس لغات حية إضافة إلى اللاتينية، وبعدها تعلم العربية والفارسية.

## العمل
بدأ أدولفو مسيرته الدبلوماسية في بيروت كمترجم متعدد اللغات (كان يتحدث الإنجليزية والفرنسية والإيطالية والفارسية والتركية وعدد من اللهجات العربية بطلاقة). أصبح القائم باعمال القنصل الإسباني في القدس، ونائب القنصل في سيلان، ودمشق، وطهران، ثم أصبح قنصلاً في موكادور وسنغافورة، وقد أنهى حياته المهنية في السلك الدبلوماسي عام 1879.
انتخب عضوا في الأكاديمية الملكية للتاريخ لنشاطه ومشاركاته في الثقافة الإسبانيه، عين سكرتيرا
الجمعية الجغرافية الملكية في مدريد.
خلال عمله في دمشق بدأ دراسة اللغة الآشورية بمساعدة استاذه وصديقه فرانسيسكو غارسيا أيوسو.
واصل ادولفو ريفادينيرا بصفته ناشرا، على إكمال نشر سلسلة كلاسيكية الأدب الإسباني (بيبلوغرافيا الكُتًاب الإسبان) التي كان قد بدأها والده.
كما أنه وَثّق رحلاته وجولاته الواسعة في جميع أنحاء الشرق في عدة كتب، وهو واحد من عدة رحالة أجانب زاروا بغداد في العهد العثماني حيث زارها عام 1869 والتقى حاكم بغداد الوالي مدحت باشا وقتها.

## مؤلفاته
- من سيلان إلى دمشق.

- (رحلة داخل بلاد فارس Viaje al interior de Persia).[4]